# Jean-Joël Perrier-Doumbé
Jean-Joël Perrier-Doumbé (Parigi, 27 settembre 1978) è un ex calciatore camerunese, che giocava come difensore.

## Carriera
Ha iniziato la sua carriera professionistica nell'Auxerre, giocando più di 50 partite tra campionato e coppe. In questi anni, vince una Coppa di Francia nel 2003. Si trasferisce al Rennes nel 2004, dove rimarrà fino al 2007.
Nel 2007, si trasferisce in prestito al Celtic, e verrà acquistato dalla squadra di Glasgow durante l'estate.
A causa di un grave infortunio che lo costringe a stare a lungo lontano dai campi di gioco riesce a disputare solo pochi incontri con la maglia biancoverde e per la maggior parte delle volte viene aggregato alla squadra delle riserve.
Il suo contratto viene consensualmente rescisso durante il mercato estivo del 2009. Ad ottobre 2009 viene ingaggiato dal Tolosa.

## Palmarès

### Club

#### Competizioni nazionali
- Coppa di Francia: 1

Auxerre: 2002-2003
- Campionato scozzese: 1

Celtic: 2006-2007
- Coppa di Scozia: 1

Celtic: 2006-2007